# Hoeneidia cidarioides
Hoeneidia cidarioides là một loài bướm đêm trong họ Noctuidae.